# Carmel de Courtrai
Pour les articles homonymes, voir Carmel.
 (juin 2023).
Si vous disposez d'ouvrages ou d'articles de référence ou si vous connaissez des sites web de qualité traitant du thème abordé ici, merci de compléter l'article en donnant les références utiles à sa vérifiabilité et en les liant à la section « Notes et références ».
Le carmel de Courtrai est un monastère en activité de carmélites situé en Belgique à Courtrai.

## Histoire
Le Carmel de Courtrai est plutôt appelé sous son vocable de cloître en néerlandais, soit Klooster van de Ongeschoeide Karmelietessen, Cloître des Carmélites Déchaussées.
En 1629, Marguerite de Tollenaere fit un don de 70 000 florins à l'Ordre des Carmes déchaux afin de pourvoir à la création d'un monastère à Courtrai qui fut fondé en 1634 dans le quartier de ?. Néanmoins, sujet aux tracasseries du pouvoir local, le monastère n'obtint son autorisation définitive qu'en 1649 en ayant accepté qu'en pendant masculin de celui-ci ne puisse s'installer dans la même ville. La consécration de l'édifice vint en 1669 mais sa chapelle ne fut achevée qu'en 1715. Pendant le régime des Pays-Bas autrichiens, le monastère subit la politique "anti-contemplative" de l'empereur Joseph II et fut vendu ainsi que ses biens, une partie de celui-ci fut même détruite. Cependant, lorsque Léopold II arriva au pouvoir en 1790, les sœurs purent retourner au monastère.
La communauté carmélite parvint à échapper aux affres révolutionnaires françaises, put se maintenir à Courtrai à partir de 1802 malgré un épisode de dix ans pendant lequel le monastère fit office de grange agricole et de prison. Des sœurs furent même envoyées rétablir leur congrégation à Louvain. En 1873 et en 1894, le monastère fut de nouveau agrandi. Hélas, il fut endommagé par les bombardements de 1918 mais obtint les réparations nécessaires en 1920.
Saisi et transformé en prison par la Wehrmacht pendant la Seconde Guerre mondiale, il servit temporairement de lieu de détention pour les collaborateurs avant de retrouver son affectation initiale.

## Offices
La seule messe ouverte au public est célébrée le dimanche à 9 h.

## Sources
- De Inventaris van het Bouwkundig Erfgoed